# Državno prvenstvo 1924
Il Prvenstvo Kraljevine Srba, Hrvata i Slovenaca u nogometu 1924 (campionato di calcio del Regno dei Serbi, Croati e Sloveni 1924), conosciuto anche come Državno prvenstvo 1924 (campionato nazionale 1924) fu la seconda edizione della massima serie del campionato jugoslavo di calcio disputata tra il 7 settembre e il 12 ottobre 1924 e conclusa con la vittoria del Jugoslavija, al suo primo titolo.

## Qualificazioni
| Città    | Sottofederazione               | Vincitrice ed ammessa al campionato nazionale |
| -------- | ------------------------------ | --------------------------------------------- |
| Lubiana  | Ljubljanski nogometni podsavez | Ilirija                                       |
| Zagabria | Zagrebački nogometni podsavez  | Građanski Zagabria                            |
| Osijek   | Osječki nogometni podsavez     | Slavija Osijek                                |
| Subotica | Subotički nogometni podsavez   | SSU Sombor                                    |
| Belgrado | Beogradski loptački podsavez   | Jugoslavija                                   |
| Sarajevo | Sarajevski nogometni podsavez  | SAŠK                                          |
| Spalato  | Splitski nogometni podsavez    | Hajduk Spalato                                |

## Campionato nazionale
```
Le 7 squadre disputarono un torneo a 
eliminazione diretta
 con gare singole. Il Sombor fu esentato dal disputare il primo turno.
```

### Quarti di finale
| Arbitro: | Ernest Fabris (Zagabria) |

|              |           |                                           |
| Vidmajer 20’ | Marcatori | 23’ (rig.) Plaček 73’ Novotný 89’ F. Götz |

| Arbitro: | Oskar Willer (Zagabria) |

|                                                          |           |                               |
| Luburić 2’ (rig.) Petković 5’, 32’, 47’ D. Jovanović 35’ | Marcatori | 81’ Andučić 85’ (rig.) Pintar |

| Arbitro: | Andrija Mažić (Subotica) |

|                                          |           |                                          |
| M. Bonačić 8’, 64’ Radić 72’ Benčić 102’ | Marcatori | 12’, 96’ Pasinek 70’ V. Götz 88’ Mantler |

| Arbitro: | Andrija Mažić (Subotica) |

|                                                                           |           |  |
| Benčić 10’ Š. Poduje 27’ A. Bonačić 38’ Borovčić Kurir 70’ M. Bonačić 74’ | Marcatori |  |

### Semifinali
| Arbitro: | Janko Justin (Zagabria) |

|           |           |                                                           |
| Mayer 37’ | Marcatori | 2’, 40’, 60’ (rig.) D. Jovanović 24’ Luburić 53’ Petković |

| Arbitro: | Viktor Vodišek (Lubiana) |

|             |           |                                                                |
| F. Götz 44’ | Marcatori | 20’, 38’, 71’ A. Bonačić 17’ Radić 50’ Kesić 85’ (rig.) Benčić |

### Finale
| Arbitro: | Ernest Fabris (Zagabria) |

|                          |           |                |
| D. Đurić 28’ Luburić 87’ | Marcatori | 66’ A. Bonačić |

## Statistiche

### Classifica marcatori
| Gol |  |  | Giocatore        | Squadra        |
| --- |  |  | ---------------- | -------------- |
| 5   |  |  | Antun Bonačić    | Hajduk Spalato |
| 4   |  |  | Dragan Jovanović | Jugoslavija    |
| 4   |  |  | Dušan Petković   | Jugoslavija    |
| 3   |  |  | Stevan Luburić   | Jugoslavija    |
| 3   |  |  | Mirko Bonačić    | Hajduk Spalato |
| 3   |  |  | Ljubomir Benčić  | Hajduk Spalato |

Fonte: Gola istina: kraljevi strelaca

### Classifica
Classifica non ufficiale, il torneo aveva il format di coppa.
|                   | Pos. | Squadra            | Pt | G | V | N | P | GF | GS | QR    |
| ----------------- | ---- | ------------------ | -- | - | - | - | - | -- | -- | ----- |
|                   | 1.   | Jugoslavija        | 6  | 3 | 3 | 0 | 0 | 12 | 4  | 3,000 |
|                   | 2.   | Hajduk Spalato     | 5  | 4 | 2 | 1 | 1 | 16 | 7  | 2,285 |
|                   | 3.   | SAŠK               | 2  | 2 | 1 | 0 | 1 | 4  | 7  | 0,571 |
|                   | 4.   | SSU Sombor         | 0  | 1 | 0 | 0 | 1 | 1  | 5  | 0,200 |
|                   | 5.   | Građanski Zagabria | 1  | 2 | 0 | 1 | 1 | 4  | 9  | 0,444 |
|                   | 6.   | Ilirija            | 0  | 1 | 0 | 0 | 1 | 1  | 3  | 0,333 |
|                   | 7.   | Slavija Osijek     | 0  | 1 | 0 | 0 | 1 | 2  | 5  | 0,400 |
| Fonte: exyufudbal |      |                    |    |   |   |   |   |    |    |       |